# محوطه گنجانکوه
محوطه گنجانکوه مربوط به هزاره سوم قبل از میلاد - سده‌های میانه و متاخر دوران‌های تاریخی پس از اسلام است و در شهرستان سرباز، بخش مرکزی، دهستان مورتان، ۲ کیلومتری جنوب روستای مورتان واقع شده و این اثر در تاریخ ۲۷ اسفند ۱۳۸۷ با شمارهٔ ثبت ۲۶۴۸۹ به‌عنوان یکی از آثار ملی ایران به ثبت رسیده است.